# Joan Ignasi Elena i Garcia
Joan Ignasi Elena i Garcia (Barcelona, 27 de juny de 1968) és un advocat i polític català. Fou batlle de Vilanova i la Geltrú entre els anys 2005 i 2011 pel Partit dels Socialistes de Catalunya. Després d'abandonar aquest partit, ha estat coordinador del Pacte Nacional pel Referèndum. Del 26 de maig de 2021 al 12 d'agost de 2024 fou conseller d'Interior del Govern de la Generalitat de Catalunya presidit per Pere Aragonès.

## Biografia
Casat i pare de tres filles, és llicenciat en Dret, advocat especialitzat en dret laboral i drets d'autor.

### Trajectòria política
Des del 1983 al 2014 milità al Partit dels Socialistes de Catalunya (PSC), i fou Primer Secretari de la Joventut Socialista de Catalunya (JSC) entre els anys 1991 i 1993. Fou elegit diputat a les eleccions al Parlament de Catalunya de 1992 i va participar de les Comissions de Pressupostos, Economia i Justícia del Parlament de Catalunya.
Després de les eleccions municipals de 1999, fou escollit regidor a l'Ajuntament de Vilanova i la Geltrú i nomenat regidor de Règim Intern i Personal, fins a les eleccions municipals de 2003, any en què ocupà la Regidoria de Cultura fins al seu nomenament com a batlle de la ciutat, el 2005. Fou reelegit alcalde després de les eleccions municipals del 27 de maig de 2007, i fins al 2011. Després de les eleccions municipals de 22 de maig de 2011, fou portaveu del Grup Municipal Socialista.
El desembre de 2011, després de perdre àmpliament la votació per liderar el partit en el 16è congrés va entrar a formar part de la nova executiva del PSC arran del nomenament del seu oponent Pere Navarro, ocupant el càrrec d'innovació i d'impuls de l'Aliança de Progrés, després d'haver sigut candidat a primer secretari. Escollit diputat a les eleccions al Parlament de Catalunya de 2012, fou portaveu del Grup Parlamentari Socialista a la Comissió de Cultura i Llengua i formà part de les Comissions de Justícia i Salut del Parlament de Catalunya fins al 2014.
El 30 juny de 2012, juntament amb altres socialistes el corrent obiolista va fundar el Avancem amb la voluntat de treballar per construir un espai socialista en el context del procés independentista català. El 16 de gener del 2014, juntament amb Marina Geli i Núria Ventura, Joan Ignasi Elena va votar a favor de demanar al Congrés dels Diputats d'Espanya la potestat de fer una consulta sobre la possible independència de Catalunya, trencant així la disciplina de vot del grup parlamentari; la resta dels seus companys de partit van votar No, amb l'excepció d'Àngel Ros, qui va deixar la seva acta de diputat per evitar confrontar-se amb la direcció del PSC. Poc després de la votació, el portaveu del Grup Parlamentari Socialista al Parlament de Catalunya, Maurici Lucena, va demanar als tres diputats díscols que entreguessin la seva acta de diputat, com havia fet Ros; en cas contrari, es reservaven el dret d'expulsar-los de la formació, decisió que encara no ha estat presa. Forma part del corrent Avancem.
El 16 de setembre del 2014, Elena deixà el partit (només ell, no les altres dues diputades), en quedar confirmat que Miquel Iceta, molt allunyat del seu ideari, competiria pel lideratge del PSC per substituir el dimitit Pere Navarro, i es quedà al Parlament com a "diputat "no adscrit". A finals del mateix mes, abandona el Parlament sent substituït per Sergi Vilamala.
El 23 de desembre de 2016 fou escollit coordinador del Pacte Nacional pel Referèndum i uns mesos més tard es va incorporar a Esquerra Republicana de Catalunya (ERC).

### Conseller d'Interior
El 26 de maig de 2021 fou nomenat conseller d'Interior en el govern de coalició per a la tretzena legislatura format per Esquerra Republicana de Catalunya i Junts per Catalunya, encapçalat per Pere Aragonès, i romangué en el càrrec després de la sortida de Junts per Catalunya del govern el 10 d'octubre 2022.
Durant la seva etapa com a conseller d'Interior, va marcar com a principals eixos del Departament construir una policia més social, més propera al territori i va apostar per la feminització i el rejoveniment dels cossos de seguretat. El mes de gener del 2022 va posar en marxa una mesura per reservar un 40% de places per a dones als cossos operatius de la Generalitat de Catalunya (Mossos d’Esquadra, Bombers de la Generalitat i Agents Rurals) en les futures convocatòries d’accés.
El mes de novembre del 2021, durant el seu mandat al Departament d’Interior, es va establir un nou sostre de plantilla pel cos de Mossos d’Esquadra, que va permetre incrementar en 3.739 places la dotació de la Policia de la Generalitat- Mossos d’Esquadra, fins a arribar a una plantilla final de 22.006 efectius policials. També a finals del 2021 es va fer efectiva la jubilació anticipada pels agents dels Mossos d'Esquadra a partir dels 60 anys, una demanda històrica dins del cos, atès que eren l’únic cos policial juntament amb l’Ertzaintza sense aquest dret laboral, com sí que tenen la resta de funcionaris de la Policia Nacional o la Guàrdia Civil. El 20 de desembre de 2021 anuncià la destituició del major Josep Lluís Trapero com a responsable de cos de Mossos d'Esquadra, al·legant manca de confiança, i pel comissari Josep Maria Estela.
Al febrer de 2022, Joan Ignasi Elena va anunciar uns nous criteris a partir dels quals es tramitaran els expedients vinculats a la Llei de Seguretat Ciutadana. Amb l’objectiu de preservar drets fonamentals, els processos d’instrucció passaran a valorar, en primer lloc, si les conductes estan emparades per drets fonamentals com el dret de manifestació, de reunió, d’informació o la llibertat d’expressió, sempre que es tracti d’actituds pacífiques.
El 17 d'octubre de 2022 va destituïr Josep Maria Estela després de nou mesos de càrrec nomenant pel número 2 del cos, Eduard Sallent, per desavinences de lleialtat entre ambdós comandaments, motivant la reprovació d'Elena pel Parlament el 24 de novembre amb els vots a favor de PSC, Vox, Cs i PP.
El 2024 es presenta a les eleccions al Parlament de Catalunya en 5a posició a la llista per Barcelona d'Esquerra.